# Iñaki Iriarte López
Iñaki Iriarte López (Pamplona, 22 de julio de 1971) es un profesor de la Universidad del País Vasco, escritor y político navarro, vinculado al partido UPN. 

## Biografía
Nació en el seno de una familia carlista. Es licenciado en Ciencias Políticas y Filosofía por la Universidad Complutense de Madrid, licenciado en Filosofía por la UNED y doctor en Sociología por la Universidad Pública de Navarra. Es profesor de la Universidad del País Vasco en la asignatura de Historia del Pensamiento Político. Entre 2015 y 2018 fue diputado Parlamento de Navarra, tras presentarse como independiente en la lista de UPN. Dejó de ser miembro del parlamento por motivos personales. En las elecciones de 2019 se presentó en la lista de Navarra Suma y volvió a salir elegido diputado foral.
Aprendió euskera en Madrid, durante sus años universitarios. Cuando era joven estuvo cercano al nacionalismo vasco, motivado por la lengua. No estaba alejado de la izquierda abertzale y por su actitud antiviolencia se interesó por las propuestas del partido de Aralar, aunque no recurrió a la militancia. Mientras hacía su tesis doctoral sus ideas comenzaron a tomar forma y terminó en regionalismo en la UPN. Se define como navarro, vasco y español.
Su esposa es palestina y ha realizado varios viajes Palestina. Sus familiares guardan la llave del Santo Sepulcro de Jerusalén por lo que son una familia muy conocida.

## Trayectoria política
En las elecciones al Parlamento de Navarra de 2015 se presentó en el séptimo lugar de la lista de UPN, como independiente. Fue elegido parlamentario foral y durante su mandato fue vicepresidente de la Comisión de Educación, portavoz de la Comisión de Relaciones con los Ciudadanos e Instituciones, así como miembro de la Comisión de Presidencia, Asuntos Civiles. Servicio, Asuntos Interiores y Justicia y la Comisión de Convivencia y Solidaridad Internacional. Compaginó su labor como parlamentario con su carrera docente, por lo que no pudo asistir a algunos debates. La votación que tuvo lugar en octubre de 2017 tuvo gran repercusiónː EH Bildu presentó una propuesta a favor de la Ley Foral del Vascuence, que fue aprobada por un voto de diferencia, al no poder asistir Iñaki Iriarte por motivos laborales. En junio de 2018, por motivos personales, dejó de ser parlamentario para centrarse en la docencia.
En las elecciones al Parlamento de Navarra de 2019, Navarra se presentó en la lista de la coalición Navarra Suma, en el noveno lugar. Fue elegido parlamentario y en el pleno de formación de la cámara, celebrado el 19 de junio, la coalición lo postuló como candidato a la presidencia del Parlamento de Navarra. En la primera vuelta obtuvo 20 votos de su coalición, y en la segunda vuelta compitió con Unai Hualde de Geroa Bai, pero no consiguió el puesto, porque se quedó con los 20 votos mientras Hualde obtuvo los 30 votos restantes.

## Obras
Ha publicado numerosos artículos así como las siguientes obras:
- 1999: Saltus y Ager Vasconum: cultura y política en Navarra. Tesis doctoral disponible en línea.
- 2000: Tramas de identidad literatura y regionalismo en Navarra (1870-1960).
- 2002: Historia del navarrismo (1841-1936) sus relaciones con el vasquismo. Junto con Ángel García-Sanz Marcotegui y Fernando Mikelarena Peña.
- 2007: Una cruel antífrasis: Rousseau : lenguaje, pasión y política.
- 2013: Escritos políticos.